# Lenaert Jansz de Graeff
Lenaert Jansz de Graeff (Amsterdam, 1525/1530, antes de 1578 no exílio) foi um patrício holandês, comerciante atacadista, líder militar e Mendigos do Mar.
Ela era um membro da família patrícia De Graeff. Filho de Jan Pietersz Graeff, Conselheiro de Amsterdã e irmão mais velho de Dirk Jansz Graeff, Prefeito Amsterdã e amigo de Guilherme I de Orange. Lenaert era amigo e companheiro de armas do "Grote Geus" (Grande Mendigo) Henrique, conde de Bréderode e seu vice como comandante militar em Amsterdã. Ela foi um líder e capitão do Watergeuzen que lutou na Guerra dos Oitenta Anos. Lenaert esteve envolvido na captura de Brielle em 1572. Livros históricos contemporâneos referem-se a Lenaert Jansz de Graeff, juntamente com Guilherme II de Mark e Willem Bloys van Treslong como um dos líderes dos Watergeuzen. Seu personagem foi descrito no romance histórico De erfenis van de Grote Geus.